# Mistrzostwa Świata w Wioślarstwie 2009 – dwójka podwójna wagi lekkiej kobiet
Dwójka podwójna wagi lekkiej kobiet (LW2x) – konkurencja rozgrywana podczas Mistrzostw Świata w Wioślarstwie 2009 w Poznaniu między 23 a 30 sierpnia na Torze Regatowym Malta.

## Harmonogram konkurencji
Wszystkie godziny w czasie letnim (UTC+2)
| Godzina                        | Wydarzenie  | Runda         |
| ------------------------------ | ----------- | ------------- |
| Poniedziałek, 24 sierpnia 2009 | 11:12-11:30 | Eliminacje    |
| Środa, 26 sierpnia 2009        | 10:24-10:36 | Repasaże      |
| Piątek, 28 sierpnia 2009       | 14:05-14:21 | Półfinały A/B |
| Piątek, 28 sierpnia 2009       | 10:48-10:56 | Finał C       |
| Sobota, 29 sierpnia 2009       | 15:54-16:00 | Finał B       |
| Niedziela, 30 sierpnia 2009    | 11:33-11:48 | Finał A       |

## Medaliści
| Złoto                                              | Srebro                                      | Brąz                                               |
| Grecja · Christina Giazitzidou · Alexandra Tsiavou | Polska · Magdalena Kemnitz · Agnieszka Renc | Wielka Brytania · Hester Goodsell · Sophie Hosking |

## Wyniki

### Eliminacje
Reguła kwalifikacji: 1-2 → PA/B, 3.. → R

#### Eliminacje 1
| Miejsce | Zawodnik                            | Kraj             | Czas    | Uwagi |
| ------- | ----------------------------------- | ---------------- | ------- | ----- |
| 1       | Magdalena Kemnitz Agnieszka Renc    | Polska           | 8:08,29 | PA/B  |
| 2       | Lindsay Jennerich Sheryl Preston    | Kanada           | 8:11,26 | PA/B  |
| 3       | Karin Högberg Cecilia Lilja         | Szwecja          | 8:20,48 | R     |
| 4       | Anna Alliquander Zsuzsanna Hajdú    | Węgry            | 8:21,02 | R     |
| 5       | Sol Ji Kim Myungshin Kim            | Korea Południowa | 8:45,49 | R     |
| 6       | Sri Rahayu Masi Femmy Yuartini Elia | Indonezja        | BUW     | R     |

#### Eliminacje 2
| Miejsce | Zawodnik                                | Kraj     | Czas    | Uwagi |
| ------- | --------------------------------------- | -------- | ------- | ----- |
| 1       | Christina Giazitzidou Alexandra Tsiavou | Grecja   | 7:58,37 | PA/B  |
| 2       | Anja Noske Marie-Louise Dräger          | Niemcy   | 8:01,97 | PA/B  |
| 3       | Helle Tibian Mia Espersen               | Dania    | 8:11,34 | R     |
| 4       | Rianne Sigmond Maaike Head              | Holandia | 8:17,18 | R     |
| 5       | Gabriela Huerta Trillo Analicia Ramírez | Meksyk   | 8:22,65 | R     |

#### Eliminacje 3
| Miejsce | Zawodnik                                         | Kraj              | Czas    | Uwagi |
| ------- | ------------------------------------------------ | ----------------- | ------- | ----- |
| 1       | Hester Goodsell Sophie Hosking                   | Wielka Brytania   | 8:02,46 | PA/B  |
| 2       | Bronwen Watson Alice McNamara                    | Australia         | 8:03,94 | PA/B  |
| 3       | Kristin Hedstrom Michelle Trannel                | Stany Zjednoczone | 8:11,86 | R     |
| 4       | Yaima Velázquez Falcon Yoslaine Dominguez Cedeño | Kuba              | 8:17,41 | R     |
| 5       | Carla Mendes Janine Coelho                       | Portugalia        | 8:19,68 | R     |

### Repasaże
Reguła kwalifikacji: 1-3 → PA/B, 4... → FC

#### Repasaże 1
| Miejsce | Zawodnik                            | Kraj              | Czas    | Uwagi |
| ------- | ----------------------------------- | ----------------- | ------- | ----- |
| 1       | Rianne Sigmond Maaike Head          | Holandia          | 7:08,71 | PA/B  |
| 2       | Kristin Hedstrom Michelle Trannel   | Stany Zjednoczone | 7:11,94 | PA/B  |
| 3       | Karin Högberg Cecilia Lilja         | Szwecja           | 7:13,13 | PA/B  |
| 4       | Carla Mendes Janine Coelho          | Portugalia        | 7:20,99 | FC    |
| 5       | Sri Rahayu Masi Femmy Yuartini Elia | Indonezja         | 7:41,70 | FC    |

#### Repasaże 2
| Miejsce | Zawodnik                                         | Kraj             | Czas    | Uwagi |
| ------- | ------------------------------------------------ | ---------------- | ------- | ----- |
| 1       | Yaima Velázquez Falcon Yoslaine Dominguez Cedeño | Kuba             | 7:09,39 | PA/B  |
| 2       | Helle Tibian Mia Espersen                        | Dania            | 7:09,40 | PA/B  |
| 3       | Anna Alliquander Zsuzsanna Hajdú                 | Węgry            | 7:11,59 | PA/B  |
| 4       | Gabriela Huerta Trillo Analicia Ramírez          | Meksyk           | 7:12,72 | FC    |
| 5       | Sol Ji Kim Myungshin Kim                         | Korea Południowa | 7:27,90 | FC    |

### Półfinały A/B
Reguła kwalifikacji: 1-3 → FA, 4... → FB

#### Półfinały A/B 1
| Miejsce | Zawodnik                         | Kraj            | Czas    | Uwagi |
| ------- | -------------------------------- | --------------- | ------- | ----- |
| 1       | Anja Noske Marie-Louise Dräger   | Niemcy          | 7:27,93 | FA    |
| 2       | Hester Goodsell Sophie Hosking   | Wielka Brytania | 7:28,91 | FA    |
| 3       | Magdalena Kemnitz Agnieszka Renc | Polska          | 7:34,38 | FA    |
| 4       | Helle Tibian Mia Espersen        | Dania           | 7:36,58 | FB    |
| 5       | Karin Högberg Cecilia Lilja      | Szwecja         | 7:52,01 | FB    |
| 6       | Rianne Sigmond Maaike Head       | Holandia        | 7:56,28 | FB    |

#### Półfinały A/B 2
| Miejsce | Zawodnik                                         | Kraj              | Czas    | Uwagi |
| ------- | ------------------------------------------------ | ----------------- | ------- | ----- |
| 1       | Christina Giazitzidou Alexandra Tsiavou          | Grecja            | 7:29,50 | FA    |
| 2       | Lindsay Jennerich Sheryl Preston                 | Kanada            | 7:31,57 | FA    |
| 3       | Bronwen Watson Alice McNamara                    | Australia         | 7:32,13 | FA    |
| 4       | Anna Alliquander Zsuzsanna Hajdú                 | Węgry             | 7:34,92 | FB    |
| 5       | Yaima Velázquez Falcon Yoslaine Dominguez Cedeño | Kuba              | 7:37,48 | FB    |
| 6       | Kristin Hedstrom Michelle Trannel                | Stany Zjednoczone | 7:46,78 | FB    |

### Finał C
| Miejsce | Zawodnik                                | Kraj             | Czas    | Uwagi |
| ------- | --------------------------------------- | ---------------- | ------- | ----- |
| 1       | Gabriela Huerta Trillo Analicia Ramírez | Meksyk           | 8:14,54 |       |
| 2       | Carla Mendes Janine Coelho              | Portugalia       | 8:17,11 |       |
| 3       | Sol Ji Kim Myungshin Kim                | Korea Południowa | 8:34,11 |       |
| 4       | Sri Rahayu Masi Femmy Yuartini Elia     | Indonezja        | 8:45,31 |       |

### Finał B
| Miejsce | Zawodnik                                         | Kraj              | Czas    | Uwagi |
| ------- | ------------------------------------------------ | ----------------- | ------- | ----- |
| 1       | Yaima Velázquez Falcon Yoslaine Dominguez Cedeño | Kuba              | 7:03,48 |       |
| 2       | Anna Alliquander Zsuzsanna Hajdú                 | Węgry             | 7:05,02 |       |
| 3       | Rianne Sigmond Maaike Head                       | Holandia          | 7:05,03 |       |
| 4       | Helle Tibian Mia Espersen                        | Dania             | 7:05,85 |       |
| 5       | Kristin Hedstrom Michelle Trannel                | Stany Zjednoczone | 7:10,37 |       |
| 6       | Karin Högberg Cecilia Lilja                      | Szwecja           |         | DNS   |

### Finał A
| Miejsce | Zawodnik                                | Kraj            | Czas    | Uwagi |
| ------- | --------------------------------------- | --------------- | ------- | ----- |
|         | Christina Giazitzidou Alexandra Tsiavou | Grecja          | 6:51,46 |       |
|         | Magdalena Kemnitz Agnieszka Renc        | Polska          | 6:56,65 |       |
|         | Hester Goodsell Sophie Hosking          | Wielka Brytania | 6:56,67 |       |
| 4       | Anja Noske Marie-Louise Dräger          | Niemcy          | 6:59,75 |       |
| 5       | Bronwen Watson Alice McNamara           | Australia       | 7:01,32 |       |
| 6       | Lindsay Jennerich Sheryl Preston        | Kanada          | 7:04,64 |       |